# Torre Cibona
La Torre Cibona (en croata: Cibonin toranj) es un edificio de gran altura situado en el centro de Zagreb, la capital de Croacia, en la Plaza Dražen Petrović, cerca de la intersección de la calle Savska y Kranjčevićeva. 
Tiene 92 metros (307 pies) de altura, y tiene 25 niveles de altura. Hay un mástil de radio en el techo, lo que aumenta la altura de la torre a 105 metros (350 pies). A partir de 2007, la torre Cibona está clasificada tercera por la altura (segundo cuando se incluye la antena en Croacia. 